# Linväxter
Linväxter (Linaceae) är en växtfamilj med omkring 275 arter, bland annat odlad lin. I Norden är familjen representerad med två släkten och fyra arter, förutom det odlade linet även vildlin och klipplin (vilka precis som det odlade linet hör till släktet Linum), och dvärglin (som hör till släktet Radiola).
Släkten i underfamilj Linoideae
- Anisadenia
- Cliococca
- Hesperolinon
- Linum
- Radiola
- Reinwardtia
- Sclerolinon
- Tirpitzia

Släkten i underfamilj Hugonioideae (Hugoniaceae)
- Durandea
- Hebepetalum
- Hugonia
- Indorouchera
- Philbornea
- Roucheria